# Samsung Galaxy M52 5G
Samsung Galaxy M52 5G — смартфон, розроблений компанією Samsung Electronics. Був представлений 24 вересня 2021 року. Є наступником Samsung Galaxy M51 і має підтримку 5G.

## Дизайн
Екранзахищенний склом Corning Gorilla Glass 5. Корпус виконаний з глянцевого пластику із візерунчастою структурою з тонких ліній.
Знизу розміщенні роз'єм USB-C, динамік та мікрофон. Зверху розташований другий мікрофон. З лівого боку розміщений гібридний слот під 2 SIM-картки або під 1 SIM-картку і карту пам'яті формату microSD до 1 ТБ. З правого боку розміщені кнопки регулювання гучності та кнопка блокування смартфона, в яку вбудований сканер відбитків пальців.
Смартфон продається в 3 кольорах: синьому (Icy Blue), чорному (Blazing Black) та білому.

## Технічні характеристики

### Платформа
Смартфон отримав процесор Qualcomm Snapdragon 778G та графічний процесор Adreno 642L.

### Батарея
Батарея отримала менший об'єм, ніж у попередника, а саме 5000 мА·год. Також присутня підтримка швидкої зарядки потужністю 25 Вт.

### Камера
Смартфон отримав основну потрійну камеру 64 Мп, f/1.79 (ширококутний) + 12 Мп, f/2.2 (ультраширококутний) + 5 Мп, f/2.4 (макро) з фазовим автофокусом та здатністю запису відео в роздільній здатності 4K@30fps. Фронтальна камераотримала роздільність 32 Мп, діафрагму f/2.2 (ширококутний) та здатність запису на відео із роздільною здатністю 1080p@30fps.

### Екран
Екран Infity-O (круглий виріз) з вирізом по середині, Super AMOLED Plus, 6.7", FullHD+ (2400 × 1080) зі щільністю пікселів 393 ppi, співвідношенням сторін 20:9 та частотою оновлення дисплея 120 Гц.

### Пам'ять
Смартфон продається в комплектаціях 6/128 та 8/128 ГБ. В Україні доступна тільки версія 6/128 ГБ.

### Програмне забезпечення
Смартфон був випущений на One UI 3.1 на базі Android 11. Був оновлений до One UI 5 на базі Android 13.